# Fons Verplaetse
Alfons Verplaetse, detto Fons (Zulte, 19 febbraio 1930 – Bonheiden, 15 ottobre 2020), è stato un economista, banchiere e funzionario belga,  prima direttore, quindi vicegovernatore e infine dal 1989 al 1999 governatore della Banca nazionale del Belgio.  Nel 2010, ormai in pensione, fu nominato governatore onorario. Fu uno dei principali artefici della svalutazione del franco belga nel 1982. In qualità di governatore, preparò il Belgio all'introduzione dell'euro.
Nel 1997 rimpiazzò Wim Duisenberg alla Banca dei regolamenti internazionali.

## Biografia
Alfons Verplaetse, comunemente noto come Fons, crebbe a Zulte come il maggiore di una famiglia di tre figli del produttore di mangimi per animali Leon-Achiel Verplaetse e di sua moglie Alida Baert. Inizialmente destinato a rilevare l'azienda di famiglia, Fons studiò  commercio a Waregem per questo motivo. Tuttavia, fu suo fratello a continuare l'attività fino al 1987. Fons frequentò l'Università Cattolica di Lovanio, dove si laureò nel 1951 in scienze commerciali e consolari. Nel 1953 entrò a far parte della Banca Nazionale del Belgio, dove fu impiegato nel dipartimento di ricerca.

### (Vice) Capo di Gabinetto del Primo Ministro Martens
A causa della sua grande intuizione economica, alla fine del 1981 fu distaccato nel gabinetto del primo ministro Wilfried Martens per aiutare a determinare la politica di ripresa del governo Martens V. Divenne capo del dipartimento economico e vice capo di gabinetto. Insieme a Jacques van Ypersele de Strihou, all'epoca capo di gabinetto del primo ministro, e a Jan Smets, preparò la svalutazione del franco belga nel febbraio 1982 nel documento del novembre 1981: "C'è ancora una via "sociale" per la ripresa economica? La svalutazione del franco dell'8,5% rispetto alle valute europee più forti ha stimolato le esportazioni belghe e ha permesso di ridurre l'onere del debito dovuto all'elevata spesa pubblica". La svalutazione ebbe luogo il 21 febbraio 1982, pochi giorni dopo una visita segreta del primo ministro Martens all'amministratore delegato del Fondo monetario internazionale Jacques de Larosière, che, a differenza del ministro delle Finanze Willy De Clercq e della Banca nazionale, era favorevole alla svalutazione.
Dopo la svalutazione del febbraio 1982 fino, nel villaggio di Poupehan, nelle Ardenne, fu negoziato più volte (fino al 1987) un piccolo comitato tra il primo ministro, il leader sindacale dell'ACV Jef Houthuys, l'allora presidente della banca BAC Hubert Detremmerie e lo stesso Fons Verplaetse sulla politica di ripresa del governo da perseguire. La rivelazione di questa forma di politica dietro le quinte, il processo decisionale in piccoli cenacoli lontano dal dibattito pubblico e parlamentare, provocò nel 1991  una tempesta di indignazione nella stampa e nell'opinione pubblica. Verplaetse era indicato dagli abitanti locali di Poupehan come "le banquier de là-haut" ("il banchiere dall'alto"), riferendosi alla sua residenza di campagna più alta che dominava la valle della Semois.
Quando Van Ypersele divenne capo di gabinetto del re nel 1983, Verplaetse gli subentrò come capo di gabinetto del primo ministro Martens. Rimase in questo ruolo fino al 1987. Nelle sue memorie, Martens scrisse molti elogi per il suo collaboratore estremamente competente che contribuì persino a finanziare le sue campagne elettorali. Tuttavia, non andava d'accordo con le figure di spicco, piuttosto da salotto, della Banca Nazionale come Roland Beauvois (PS) e Cecil de Strycker. Il suo stile di comunicazione e di gestione era in netto contrasto con il tipico manierismo intellettualistico degli aristocratici (francofoni) dell'alta finanza di quei giorni. Con fastidio di molti, Verplaetse continuò a parlare il dialetto di Zult piuttosto che esprimersi nella lingua ufficiale.
L'8 febbraio 1999 è stato sostituito da Urban Bäckström.  Dopo il suo pensionamento, mise a disposizione la sua esperienza al servizio dello sviluppo economico e finanziario nella Repubblica Democratica del Congo. 

### Morte
Verplaetse morì il 15 ottobre 2020, all'età di 90 anni, vittima di complicazioni da COVID-19.